# Tipula cladacanthodes
Tipula cladacanthodes är en tvåvingeart som beskrevs av Alexander 1964. Tipula cladacanthodes ingår i släktet Tipula och familjen storharkrankar. Inga underarter finns listade i Catalogue of Life.